# Amerikaanse ekster
De Amerikaanse ekster (Pica hudsonia) is een zangvogel uit de familie van de kraaien en het geslacht eksters (Pica).

## Kenmerken
De Amerikaanse ekster is in totaal 45–60 cm lang. Hij heeft een 23–32 cm lange staart die trapvormig afloopt. De vogel is wit, met zwarte gebieden op de vleugels en staart die hints van blauw of blauwgroen tonen. De poten zijn zwart en 41 tot 51 mm lang. De zwarte snavel is 23 tot 29 mm lang, gebogen en sterk. Hij weegt 141 tot 216 gram. Het is een van slechts vier Noord-Amerikaanse zangvogels, waarvan de staart half of meer van de totale lichaamslengte bestaat (de andere zijn de geelsnavelekster, de zwaluwstaartkoningstiran en de vorkstaartkoningstiran).
Uiterlijk is de zwartsnavelekster vrijwel identiek aan de Euraziatische ekster (Pica pica). De American Ornithologists' Union splitst hem als een aparte soort (P. hudsonia), op grond van het feit dat zijn mtDNA sequentie dichter bij die van de Californische geelsnavelekster (Pica nuttalli) staat dan bij de Euraziatische ekster.

## Leefwijze
Hij foerageert in groepjes of alleen op de grond. Amerikaanse eksters eten bessen, grote insecten zoals kevers en rechtvleugeligen, kleine knaagdieren en aas. Deze soort leeft meestal in open leefgebieden met kleine bosjes en bomen. Hij kan dus gevonden worden in landbouwgebieden en voorstedelijke gebieden, waar ze regelmatig in contact komen met mensen. Als hij achtervolgd of ingesloten wordt, wordt hij zeer voorzichtig, maar anders is hij vrij tolerant voor de aanwezigheid van de mens. Historisch geassocieerd met bizonkuddes, landt het nu op de rug van vee om hen van teken en insecten te reinigen. Grote roofdieren, zoals wolven, worden vaak gevolgd door Amerikaanse eksters, die profiteren van wat overblijft van de prooien die zij doden. De soort wandelt ook dikwijls over de grond, waar de vogels voedsel vinden in de vorm van kevers, sprinkhanen, wormen en kleine knaagdieren.
De Amerikaanse ekster is een van de weinige Noord-Amerikaanse vogels met een koepelnest. Dit nest bestaat uit takken en wordt hoog in de boom gemaakt. Meestal worden 6-7 eieren gelegd. Het uitbroeden, alleen door de vrouwelijke vogels, begint wanneer de leg voltooid is en duurt 16-21 dagen. De rustperiode is 3-4 weken.

## Verspreiding en leefgebied
De Amerikaanse ekster komt voor in de westelijke helft van Noord-Amerika, van Colorado, tot de zuidelijke kust van Alaska naar Noord-Californië, Noord-Nevada, Noord-Arizona, Noord-New Mexico, Centraal Kansas en Nebraska.  De soort leeft op prairie.